# Forbes-lijst van machtigste vrouwen

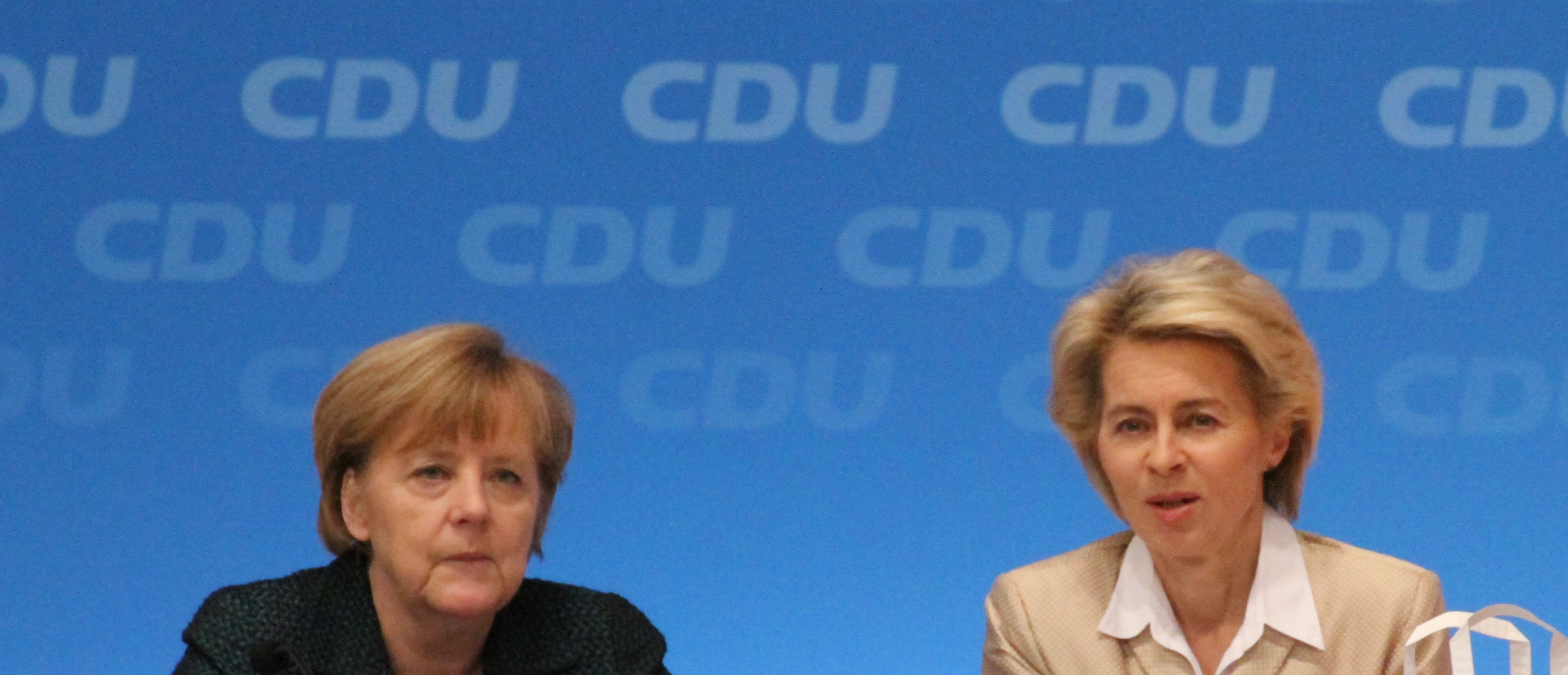
Angela Merkel en Ursula von der Leyen in 2014. Von der Leyen was toen Duitslands eerste vrouwelijke minister van Defensie.

De Forbes-lijst van de honderd machtigste vrouwen in de wereld (Engels: the world's 100 most powerful women) is een ranglijst van het Amerikaanse zakentijdschrift Forbes. Hij wordt jaarlijks gepubliceerd sinds 2004. Forbes publiceert ook een jaarlijkse lijst van machtigste mensen.
Om de volgorde te bepalen worden het bruto nationaal product en het bevolkingsaantal gewogen in geval van een politicus, en de omzet en het aantal werknemers in geval van een bedrijfsleider. Er wordt ook rekening gehouden met hoeveel iemand in de media komt en de impact die zij heeft gehad.

## Top 10 van 2023
| rang | persoon              | functie                                               |
| ---- | -------------------- | ----------------------------------------------------- |
| 1    | Ursula von der Leyen | voorzitter van de Europese Commissie                  |
| 2    | Christine Lagarde    | voorzitter van de Europese Centrale Bank              |
| 3    | Kamala Harris        | vicepresident van de Verenigde Staten                 |
| 4    | Giorgia Meloni       | premier van Italië                                    |
| 5    | Taylor Swift         | artiest                                               |
| 6    | Karen Lynch          | bestuursvoorzitter van CVS Health                     |
| 7    | Jane Fraser          | bestuursvoorzitter van Citigroup                      |
| 8    | Abigail Johnson      | bestuursvoorzitter van Fidelity Investments           |
| 9    | Mary Barra           | bestuursvoorzitter van General Motors                 |
| 10   | Melinda Gates        | medevoorzitter van de Bill & Melinda Gates Foundation |

## Machtigste vrouw van elk jaar
| jaar      | machtigste vrouw     | functie |
| --------- | -------------------- | --- |
| 2022–2023 | Ursula von der Leyen | voorzitter van de Europese Commissie                                                                                        |
| 2021      | MacKenzie Scott      | filantroop |
| 2011–2020 | Angela Merkel        | bondskanselier van Duitsland                                                                                                |
| 2010      | Michelle Obama       | first lady van de Verenigde Staten                                                                                          |
| 2006–2009 | Angela Merkel        | bondskanselier van Duitsland                                                                                                |
| 2004–2005 | Condoleezza Rice     | Nationaal Veiligheidsadviseur van de Verenigde Staten (2004) minister van Buitenlandse Zaken van de Verenigde Staten (2005) |